# Ambassade van Oekraïne in Zwitserland
De ambassade van Oekraïne in Zwitserland is de vertegenwoordiging van Oekraïne in de Zwitserse hoofdstad Bern.
In de periode 1918-1926 was er al een diplomatieke missie van Oekraïne in Zwitserland.
De huidige ambassade werd in februari 1993 geopend.